# Марина Мнішек
Марина Мнішех (пол. Maryna Mniszchówna, Marianna Mniczech) (1588—1614) — московська цариця, дружина московського царя Лжедмитрія I, дочка старости самбірського і львівського Юрія Мнішеха і Ядвиги Тарло.

## Виховання
Марина Мнішех народилась у родовому замку містечка Ляшки Муровані Перемишльської землі у мальовничих передгір'ях Карпат, зростала у маєтностях батьків у Руському воєводстві. Дід Марини по матері — Микола Тарло був прапороносцем Перемишля.
Отримала звичне для представниць магнатерії виховання — вміла читати, писати, співати, танцювати, шити, гаптувати. При перевезенні в 1604 році до Кракова Дмитра Самозванця чоловік її сестри Костянтин Вишневецький заїхав до Самбора, де представив того Юрію Мнішеку. Можливо, тоді його побачила Марина Мнішек і, можливо, тоді виникла ідея їхнього одруження.

## Лжедмитрій I

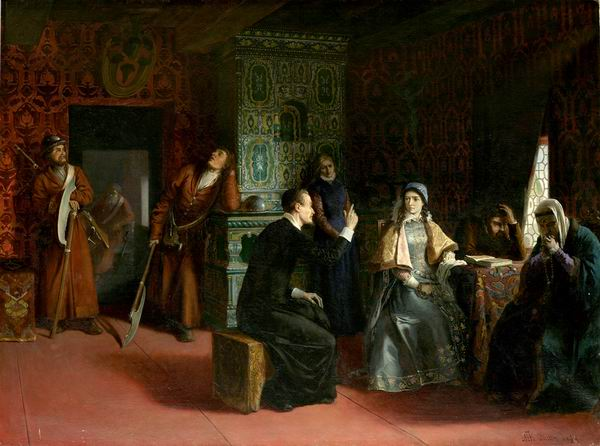
Мнішеки, полонені в Ярославлі

Отримавши згоду короля на створення війська, Дмитро Самозванець повернувся до Самбора, де з Юрієм Мнішеком зайнявся підготовкою походу на Москву. 26 травня 1604 року вони уклали контракт, за яким у випадку коронації Дмитра на царя Мнішек погоджувався на його одруження зі своєю дочкою Мариною за умови виплати йому 1 мільйона золотих, надання земель Сіверської і Смоленської та надання у віно дочці Новгорода і Пскова. У червні 1605 року Дмитро Іоанович став царем і вислав 200 тисяч золотих до Мнішека для гарантування одруження. 27 листопада 1605 року єпископ краківський кардинал Бернард Мацейовський обвінчав Марину з Дмитром І заочно (per procura)  в присутності Сигізмунда III Вази, членів його родини, папського нунція (царя представляв московський дяк). 17 квітня 1606 року величезний кортеж Марини Мнішек з 2000 гостей перетнув кордон Московського царства. 12 травня вони урочисто в'їхали до Москви. В наступні дні відбулось багато подій, що мають придаток вперше. 18 травня в Успенському соборі Кремля вона була першою помазана на царство патріархом Ігнатієм і взяла шлюб з царем. На весіллі вперше в Москві в п'ятницю було подано на стіл європейські страви, телятину, подано індивідуальні тарілки гостям і виделки, цариця і жінки, вдягнуті у європейські сукні, були присутніми на бенкеті, де танцювали з чужими чоловіками, тобто гостями. Через декілька днів планували провести бал-маскарад, для чого почали виготовляти маски. Ці події лише полегшили справу змовників, ставши свідченням бісівського походження царської пари. Вночі на 27 травня змовники під проводом Василя Шуйського вбили царя Дмитра Іоановича. Марині вдалось спочатку відкупитись коштовностями, грошима на суму до 500 тисяч золотих, потім пробратись до польського табору під спідницею гофмейстерині Барбари Казановської. Під час погрому табору 2 червня її схопили. Проголошений царем Василь Шуйський наказав заслати її з батьком до Ярославля як заручників.

## Лжедмитрій II

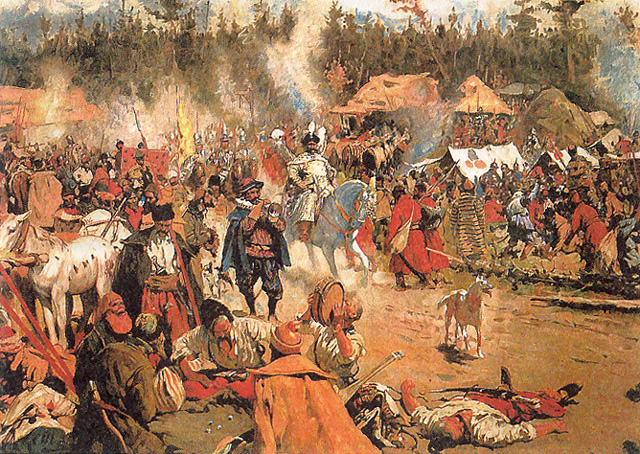
Тушинський табір

Через погіршення ситуації Василь Шуйський вирішив замиритись з Річчю Посполитою, уклавши у травні 1608 року перемир'я, за яким відпускали усіх полонених гостей весілля, Юрія і Марину Мнішек, яка не мала права більше вживати титулу цариці. Їхній кортеж під охороною стрільців перехопив загін Олександра Зборовського, який на ту пору знаходився в війську Лжедмитрія II і відвіз її до його табору у Тушині. Марина спочатку не бажала зустрічатись з Лжедмитрієм II, але батько отримав обіцянку того надати його 300 тисяч рублів, 14 прикордонних міст Сіверщини. Тож Юрій Мнішек вмовив дочку і 20 вересня 1608 року вона прилюдно упізнала того за свого чоловіка, що дивним чином врятувався. Бернардинець Антоній Любельчик їх потаємно одружив. Та Лжедмитрію II не вдалось захопити Москву, від нього відвернулась значна частина міст і в грудні 1609 року він втік до Калуги, а Марина сама кілька тижнів намагалася керувати військом, що розбігалось. Зрештою вона переїхала до табору Яна Сапіги. Лжедмитрію II вдалось зібрати нове військо і Марина повернулась до нього. Під приводом залучення шведського війська для боротьби з Лжедмитрієм II на Москву рушило військо польного гетьмана Станіслава Жолкєвського. Влітку 1610 року московські бояри згодились обрати царем королевича Владислава Ваза, тому Марині, що відмовлялась зректись титулу цариці, загрожував полон польського війська. Лжедмитрій знову втік до Калуги, де у грудні 1610 був вбитий.

## Іван Заруцький

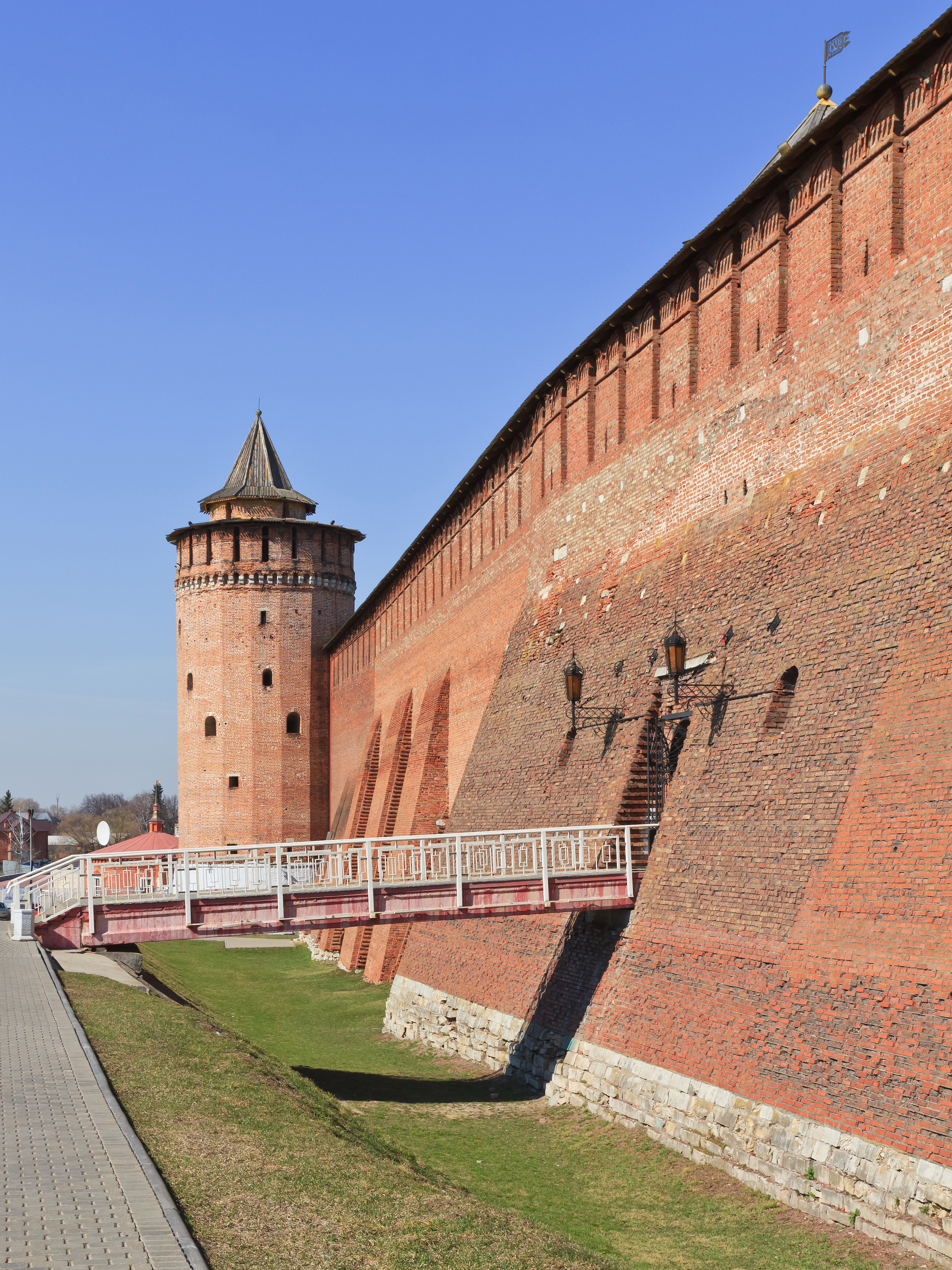
Вежа Марини у Кремлі Коломни

Після загибелі Дмитра Самозванця II Марина Мнішек втратила контроль над ситуацією у війську, народивши на початку 1610 року сина Івана Дмитровича, як спадкоємця царської корони. Вона зійшлась з отаманом донських козаків Іваном Заруцьким, який пообіцяв посадити на трон її і її сина. Імовірно, їх зблизило те, що він походив з Галичини (можливо, Тернопіль) і після татарського полону потрапив на Дон. Марина Мнішек вирішила йти до кінця, відхиливши пропозицію повернутись до Речі Посполитої, зрікшись титулу цариці. Вони примкнули до першого антипольського ополчення, що захопило частину Москви, Заруцький став боярином і членом тимчасового уряду, члени якого проголосили правонаступником Івана Дмитровича. Але спротивився патріарх Гермоген через те, що він Івана прокляв, а проклятий не може стати царем. У червні 1612 року Марина із Заруцьким відступили від Москви перед ополченням Мініна і Пожарського. Земський собор у лютому 1613 року проголосив царем Михайла Романова, позбавив прав на престолонаслідування Марину і її сина. Таким чином завершився Смутний час.
Марина із Заруцьким відійшли до Астрахані, де збирались створити свою державу. Через бунт війська вони втекли через Каспійське море на Яїк, де у червні 1614 року їх схопили. За наказом царя Михайла Федоровича у Москві Заруцького посадили на палю, 4-річного Івана Дмитровича повісили. Марину Мнішек ув'язнили у Коломні, де її повісили чи втопили, сповістивши рідним, що та померла з туги. За легендою, перед смертю Марина Мнішек прокляла рід Романових, жоден правитель з яких не мав померти своєю смертю, поки їхній рід не припиниться.

## У фольклорі
На думку російських філологів В'ячеслава Іванова та Володимира Топорова, Марина Мнішек стала прообразом чаклунки з російських билин, Марії Лиходіївни (рос. Марья Лиходеевна).

## Галерея

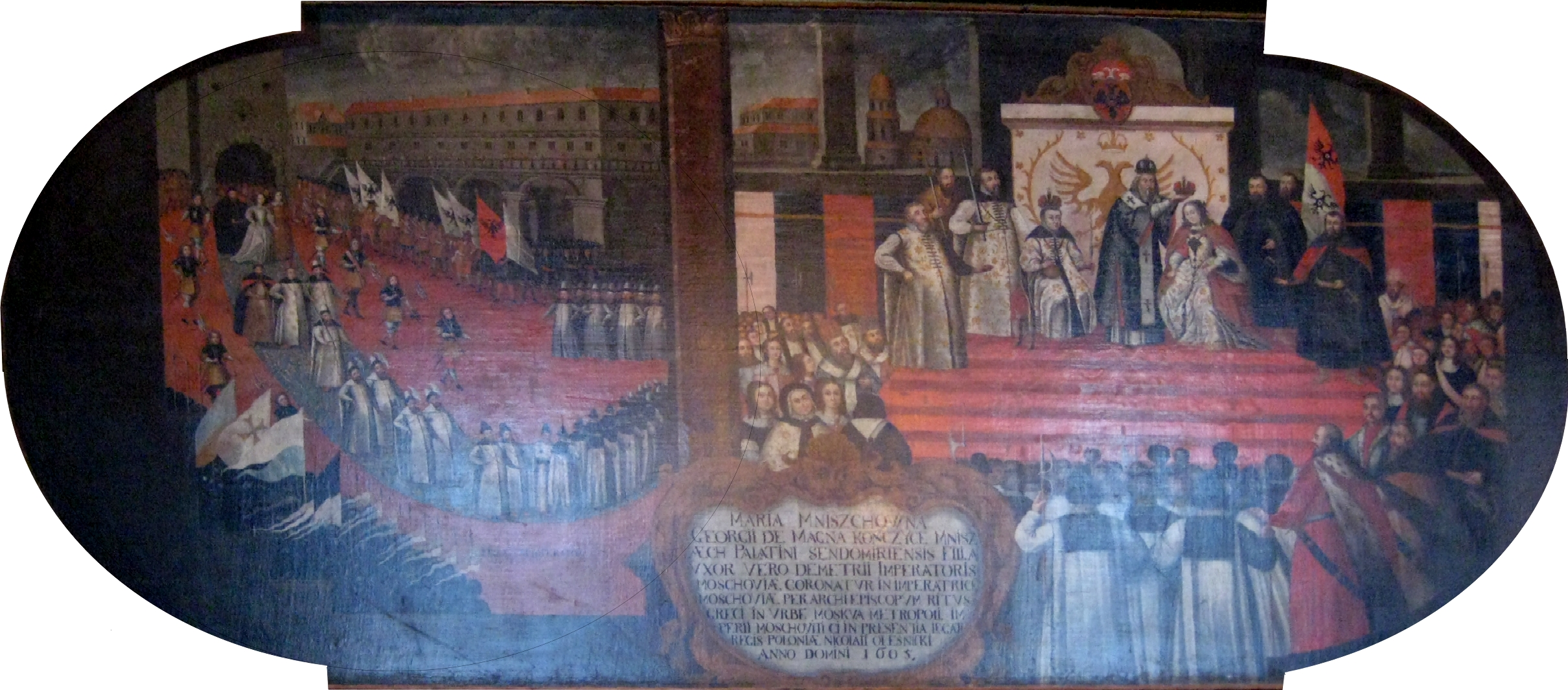
Коронація
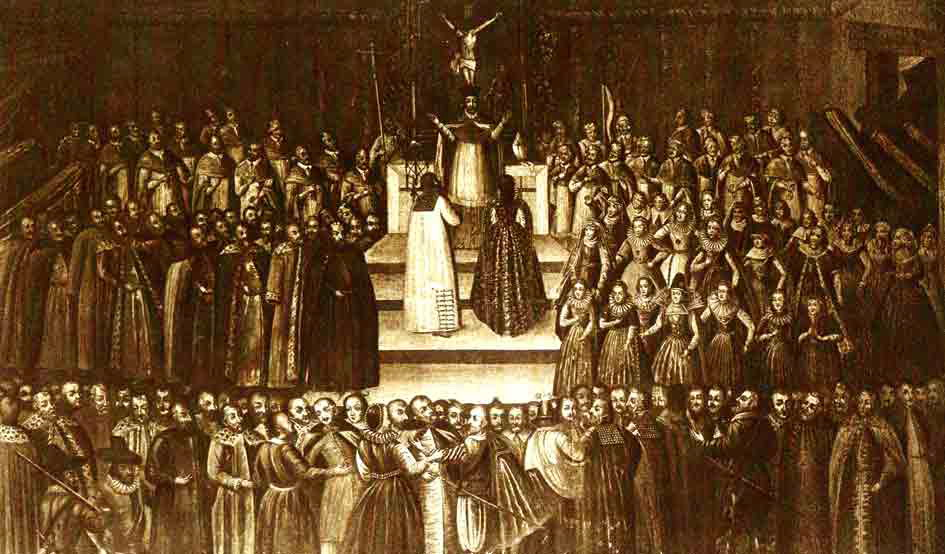
Одруження
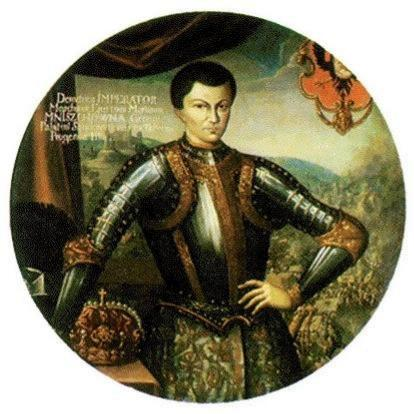
Коронаційний портрет Дмитра І
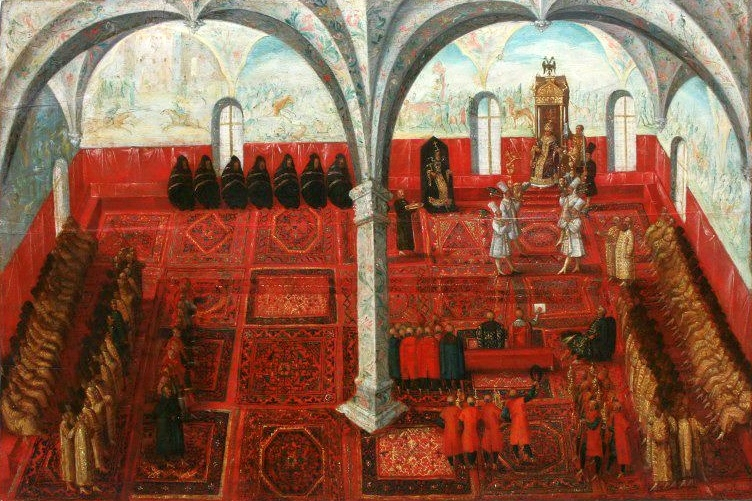
Дмитро І приймає послів
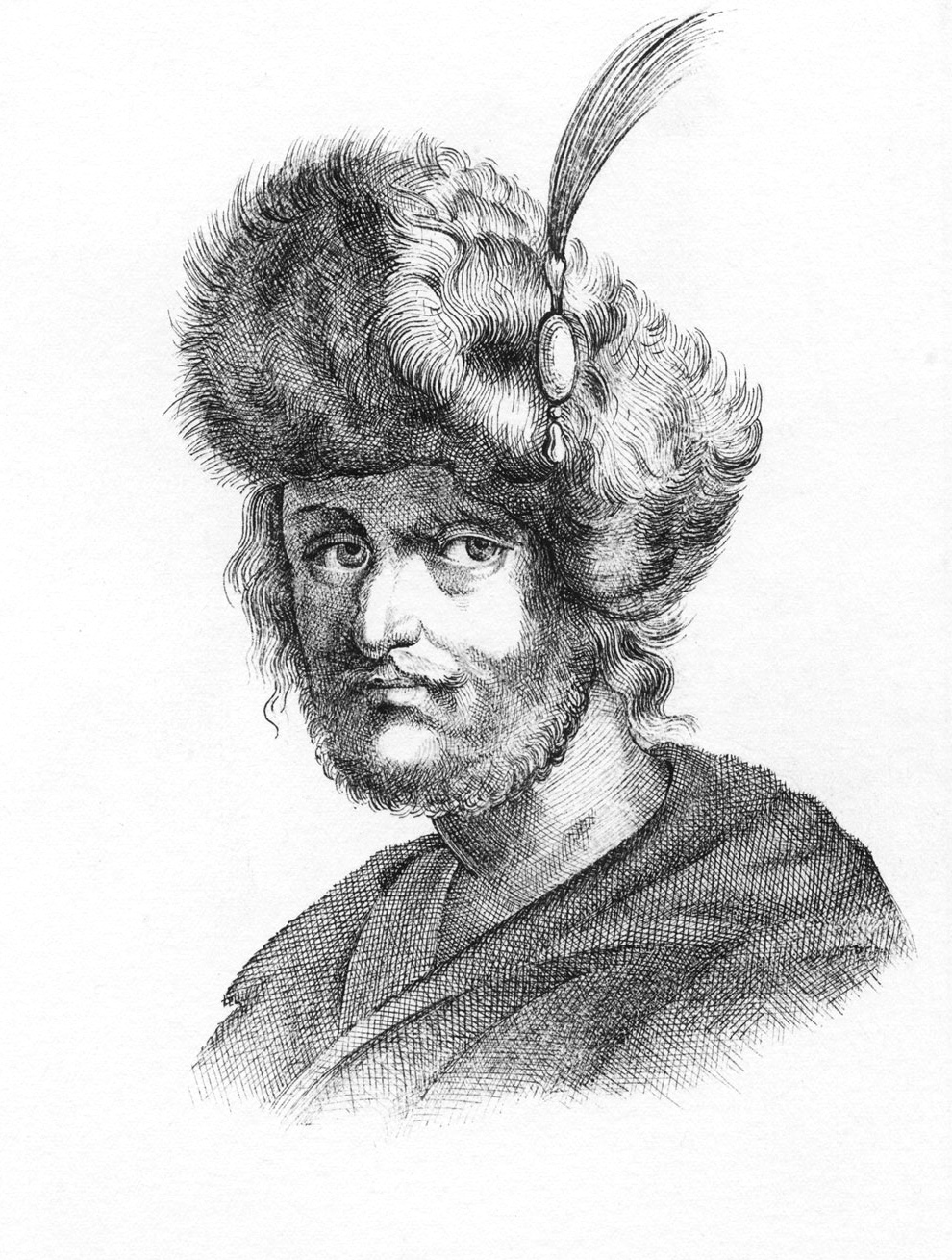
Дмитро Самозванець II
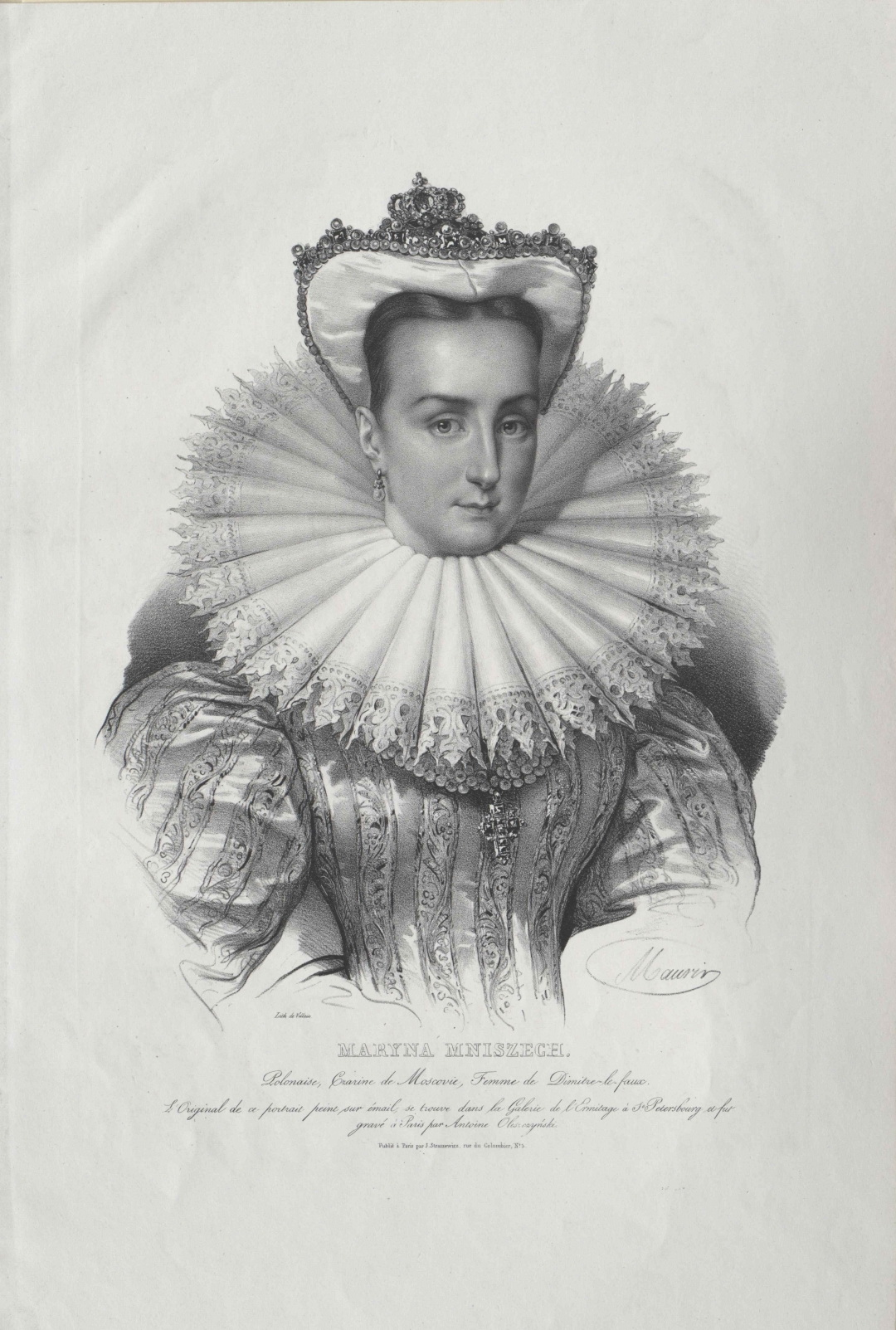
Марина Мнішек
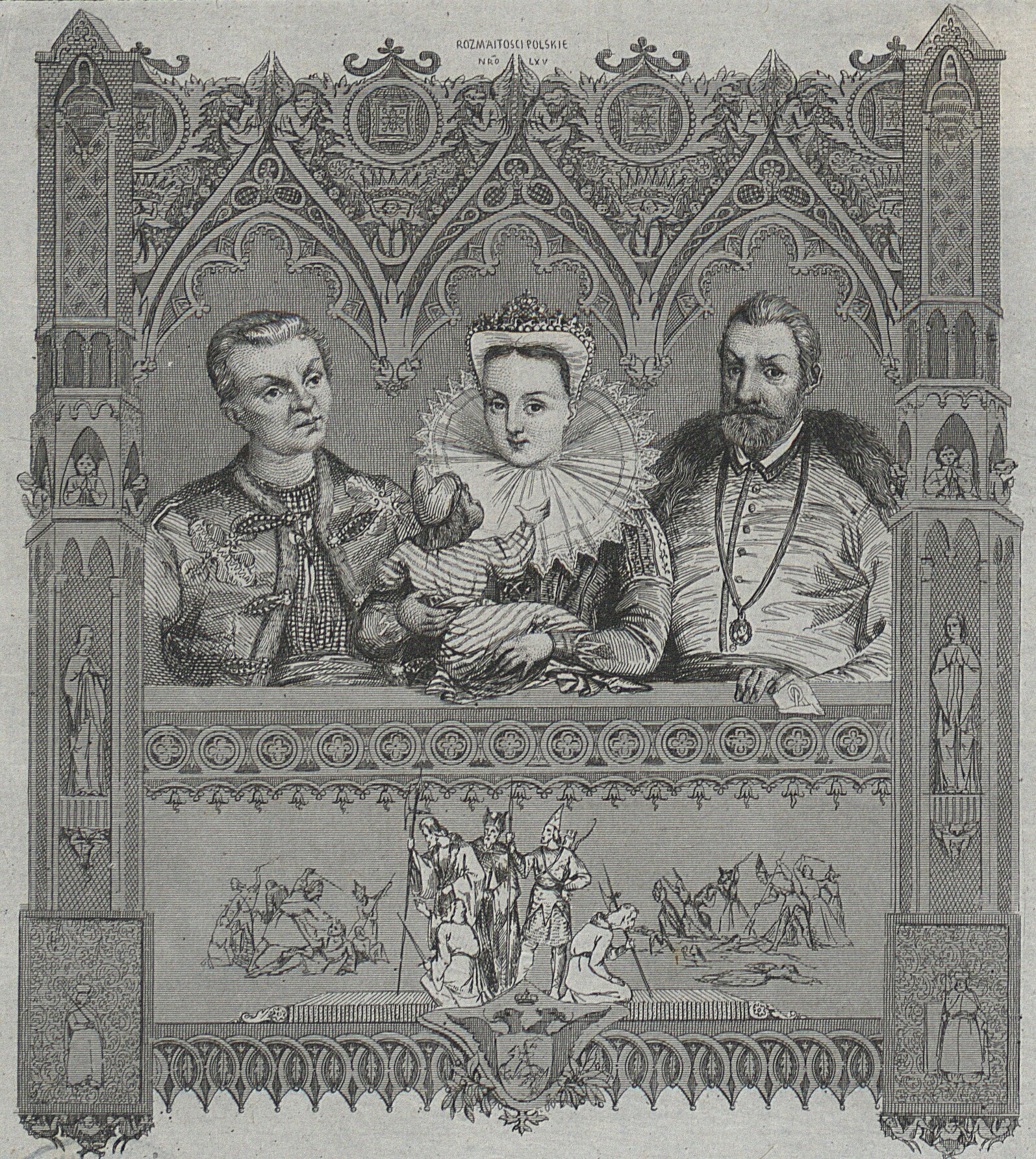
Марина Мнішек з батьком, чоловіком, сином